# The Kooks
The Kooks so angleška indie rock glasbena skupina iz Brightona, aktivna od leta 2004. Prvotna zasedba - Luke Pritchard (vokal/kitara), Hugh Harris (kitara), Paul Garred (bobni) in Max Rafferty (bas kitara) - je zdržala do leta 2008, ko je Max izstopil iz skupine. Takrat ga je za nekaj časa nadomestil Dan Logan, član skupine Cat the Dog, dokler se ni oktobra 2008 za stalno pridružil Peter Denton.
Sebe opisujejo kot pop/rock skupino, na katero je zelo vplivala britanska glasba 60-ih in vrnitev post-punka.
Po podpisu pogodbe z založbo Virgin Records, le štiri mesece po nastanku skupine, so leta 2006 izdali svoj prvi album Inside In/Inside Out. Po zmagi na MTV Europe Music Awards 2006, so začeli postajati vse bolj priljubljeni in komercialno usmerjeni, vendar pa se to ni poznalo na njihovih skladbah iz drugega albuma Konk, izdanega leta 2008.